# Ron Anderson
Ronald Gene Anderson, detto Ron (Chicago, 15 ottobre 1958), è un ex cestista e allenatore di pallacanestro statunitense, professionista nella NBA, in Francia e in Israele.
È il padre di Ron Anderson jr.

## Carriera
È stato selezionato dai Cleveland Cavaliers al secondo giro del Draft NBA 1984 (27ª scelta assoluta).

## Palmarès
- Campione NIT (1983)
- MVP NIT (1983)
- All-USBL Second Team (1996)